# Rožňava
Rožňava é uma cidade da Eslováquia, situada no distrito de Rožňava, na região de Košice. Tem 45,62 km² de área e sua população em 2018 foi estimada em 19.045 habitantes.

## Demografia
| Ano:        | 1994   | 2004   | 2014   | 2024    |
| ----------- | ------ | ------ | ------ | ------- |
| Broj ljudi: | 19 602 | 19 226 | 19 450 | 16 857  |
| Razlika:    |        | -1,91% | +1,16% | -13,33% |

| Ano:               | 2023   | 2024   |
| ------------------ | ------ | ------ |
| Número de pessoas: | 16 932 | 16 857 |
| Diferença:         |        | -0,44% |